# Roose-See
Der Roose-See ist ein ca. 5,7 ha großer See am nordwestlichen Stadtrand von Neumünster im deutschen Bundesland Schleswig-Holstein. Der typische Baggersee ist eine ehemalige Kiesgrube und entstand im Rahmen des Baus Autobahnzubringers L 328, um den entsprechenden Rohstoffbedarf an Baumaterial zu decken.